# Pelham Humfrey
Pelham Humfrey (?, 1647 – Windsor, 14 juli 1674) was een Brits componist uit de Barok, die het meest herinnerd wordt om enerzijds het feit dat hij een van de leermeesters van Henry Purcell was, en anderzijds een kennis van Samuel Pepys, in wiens dagboek hij enkele malen opduikt.
Zoals zovele prominente Britse componisten uit die tijd, begon Humfrey zijn carrière als koorjongen in de Chapel Royal na de Restauratie in 1660. Enkele van zijn anthems werden aldaar uitgevoerd, waarvan Pepys er ten minste één gehoord moet hebben. Toen in 1664 Humfreys stem begon te veranderen, betaalden de Chapel Royal en de Geheime Dienst - de voorloper van MI5 - hem om in Frankrijk en Italië de continentale muziek te gaan bestuderen.
Humfrey is te vroeg gestorven om grote roem te verwerven; desondanks is het beperkte oeuvre dat hij naliet opvallend wegens zijn eigenzinnige stijl. Geïnspireerd door de Franse conventies van strijkerssymfonieën en ritornelli, integreerde hij virtuoze stemsolo's in een complex geheel van instrumentale gewrochtheid. 18 anthems zijn van Humfrey bewaard, waarvan er één nog in het occasionele kerkrepertoire zit, Hear, O Heav'ns. Door toedoen van zijn ruwe, impulsieve melodielijnen en veeleisende stempartituren wordt Humfrey vrijwel nooit door amateurkoren uitgevoerd. Evenwel zijn vele van zijn anthems juist om die reden interessant, bijvoorbeeld Lift up your Heads, met een agressieve opening van het koor, By the Waters of Babylon, met typerende gevarieerde en originele melodieën, en het intieme Like as the Hart Desires the Waterbrooks.
Humfrey stierf in 1674, enkele maanden na de première van The Tempest, een opera van Matthew Locke, waartoe hij twee masques had bijgedragen (The Masque of the Three Devils en The Masque of Neptune).
- Bibsys: 90374858
- Biblioteca Nacional de España: XX1774851
- Bibliothèque nationale de France: cb13895402t (data)
- CiNii: DA11942149
- Gemeinsame Normdatei: 119018551
- International Standard Name Identifier: 0000 0001 1057 4081
- Library of Congress Control Number: n84074213
- Nationale Bibliotheek van Letland: 000067863
- MusicBrainz: b12e51c0-5feb-4297-98cb-9bd7005fa2e2
- Nationale Bibliotheek van Tsjechië: xx0049864
- Nationale Bibliotheek van Israël: 987007284353805171
- Nederlandse Thesaurus van Auteursnamen: 096710675
- Réseau des bibliothèques de Suisse occidentale: 02-A003390154
- SNAC: w6st8k43
- Système universitaire de documentation: 114219230
- Virtual International Authority File: 39562082
- WorldCat: E39PBJdx8GtJJhJk7Kbw8JVKVC